# سوپرلیگ فوتسال زنان ایران
مسابقات سوپرلیگ فوتسال زنان ایران بالاترین سطح مسابقات باشگاهی فوتسال زنان در کشور ایران است. اولین دوره این رقابت‌ها از سال ‌۱۴۰۱ با حضور ۸ تیم برتر رقابت‌های لیگ برتر فوتسال زنان ایران ۱۴۰۰ آغاز شده است.پیش از آغاز مسابقات سوپرلیگ، سازمان لیگ از سال ۱۳۸۴، برگزاری مسابقات لیگ برتر فوتسال زنان را در دستور کار قرار داده بود اما با تشکیل این رقابت‌ها، مسابقات لیگ برتر فوتسال زنان ایران در سطح دوم قرار گرفت و قرار است تیم‌های برتر لیگ، به مسابقات سوپرلیگ صعود کنند.

## پیشینه سوپرلیگ فوتسال زنان ایران
اولین دوره مسابقات سوپرلیگ فوتسال زنان ایران در سال ۱۴۰۱ با حضور ۸ تیم پیکان تهران، نصر فردیس کرج، ملی حفاری اهواز، مس رفسنجان، پالایش نفت آبادان، رایزکو صفادشت، پویندگان صنعت فجر شیراز و هیات فوتبال نطنز برگزار شد.

### سوپرلیگ فوتسال زنان ایران
| دوره | فصل  | قهرمان            | نایب‌قهرمان    | جایگاه سوم        |
| ---- | ---- | ----------------- | ------------- | ----------------- |
| ۱    | ۱۴۰۱ | پیکان             | نصر فردیس کرج | پالایش نفت آبادان |
| ۲    | ۱۴۰۲ | پالایش نفت آبادان | شاهین نطنر    | مس رفسنجان        |

## تغییر سطوح لیگ برتر
این مدل از مسابقات پس از کش و قوس‌های فراوان ملغا و مدل پیشین، از سال ۱۴۰۳ اجرا شد. بر این اساس، سطح یک لیگ فوتسال بانوان (که سوپرلیگ نامیده می‌شد) دوباره به عنوان لیگ برتر مطرح شد و لیگ برتر سابق، به عنوان دسته یک معرفی شد.